# Baker (Kalifornien)
Baker ist ein census-designated place (CDP) im San Bernardino County im US-Bundesstaat Kalifornien. Die kleine Ortschaft liegt rund 160 Kilometer (100 Meilen) südlich des Death-Valley-Nationalparks. Das U.S. Census Bureau hat bei der Volkszählung 2020 eine Einwohnerzahl von 442 ermittelt.

## Geografie

### Lage
Baker liegt im nordöstlichen Teil des San Bernardino County, dem flächenmäßig zweitgrößten County der Vereinigten Staaten. Die Ortschaft befindet sich inmitten der Mojave-Wüste an der Kreuzung von Interstate 15 und California State Route 127 (Death Valley Road), der südlichen Route zum nahegelegenen Death-Valley-Nationalpark. Die Ortschaft befindet sich etwa auf halber Strecke zwischen der südkalifornischen Metropole Los Angeles und der Spielerstadt Las Vegas. Südlich von Baker erstreckt sich mit dem Mojave National Preserve ein großes Naturschutzgebiet, das einen Teil der Mojave-Wüste umfasst.

### Nachbargemeinden
Die Umgebung von Baker ist eine dünnbesiedelte Wüstenlandschaft. Die nächstgelegene größere Stadt ist Barstow, ungefähr 70 Meilen (112 Kilometer) westlich an der I-15. Die weitgehend verlassenen Siedlungen Kelso und Cima liegen jeweils rund 45 Meilen (72 Kilometer) in südöstlicher Richtung im Mojave National Preserve.

## Geschichte

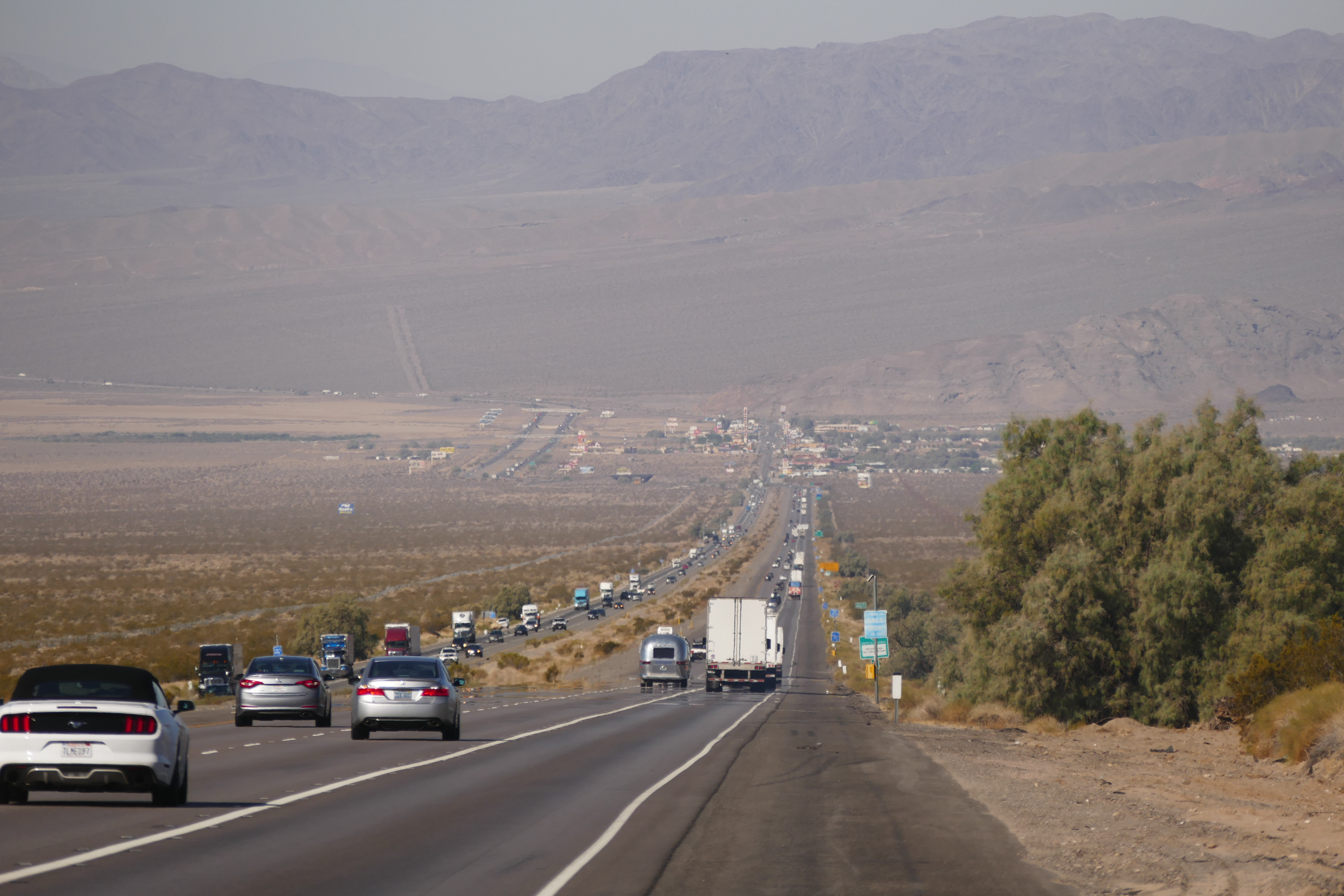
Baker von der Interstate 15 aus östlicher Richtung gesehen.

Ende der 1880er-Jahre erwarb ein gewisser Francis Marion Smith mehrere Minen in der Nähe des Death Valley. In einigen der Schächte wurde Borax abgebaut, das sich zu dieser Zeit einer großen Nachfrage erfreute. Um das gewonnene Material besser abtransportieren zu können, beschloss man den Bau einer Eisenbahnlinie. 1906 wurden die ersten Schienen der neu gegründeten Tonopah and Tidewater Railroad verlegt. Die Gleise führten von Ludlow nach Beatty im benachbarten Bundesstaat Nevada.
Auf dem Gebiet der heutigen Ortschaft Baker entstand bei der Konstruktion der Eisenbahnlinie eine Ausweichstelle, die zunächst den Namen „Berry Siding“ trug. 1908 wurde sie schließlich nach Richard C. Baker, dem Präsidenten und Hauptinvestor der Eisenbahngesellschaft, umbenannt.
Im Jahre 1913 wurde im nahegelegenen Death Valley die mit 56,6 Grad Celsius (134 Grad Fahrenheit) höchste Temperatur, die jemals in den Vereinigten Staaten gemessen wurde, erreicht. Kurz darauf setzte nach und nach der Tourismusverkehr zum Death Valley ein, die Gegend wurde zunehmend durch Straßen erschlossen. Die kleine Siedlung Baker wuchs nun beständig. Heftige Regenfälle beschädigten Ende der 1930er-Jahre die Bahnlinie, die schließlich 1940 pleiteging und abgerissen wurde.
Aufgrund seiner verkehrsgünstigen Lage zu mehreren Naturparks ist der Tourismus für die Stadt zu einer wichtigen Stütze geworden. So wird Baker auch als „Gateway to Death Valley“ bezeichnet. Das Örtchen ist zudem seit dem Bau der Interstate 15 Mitte der 1960er-Jahre ein beliebter Rastplatz auf dem Weg durch die Mojave-Wüste zwischen Südkalifornien und dem südlichen Nevada. Das Stadtzentrum entlang des Baker Boulevard ist gekennzeichnet durch eine Vielzahl von Motels, Tankstellen und Fastfoodlokalen.

## Bevölkerung
Nach der Volkszählung im Jahr 2000 hatte die Gemeinde 914 Einwohner, während diese Zahl nach der Volkszählung 2010 nur noch bei 735 lag.

## Wirtschaft und Infrastruktur

### Verkehr

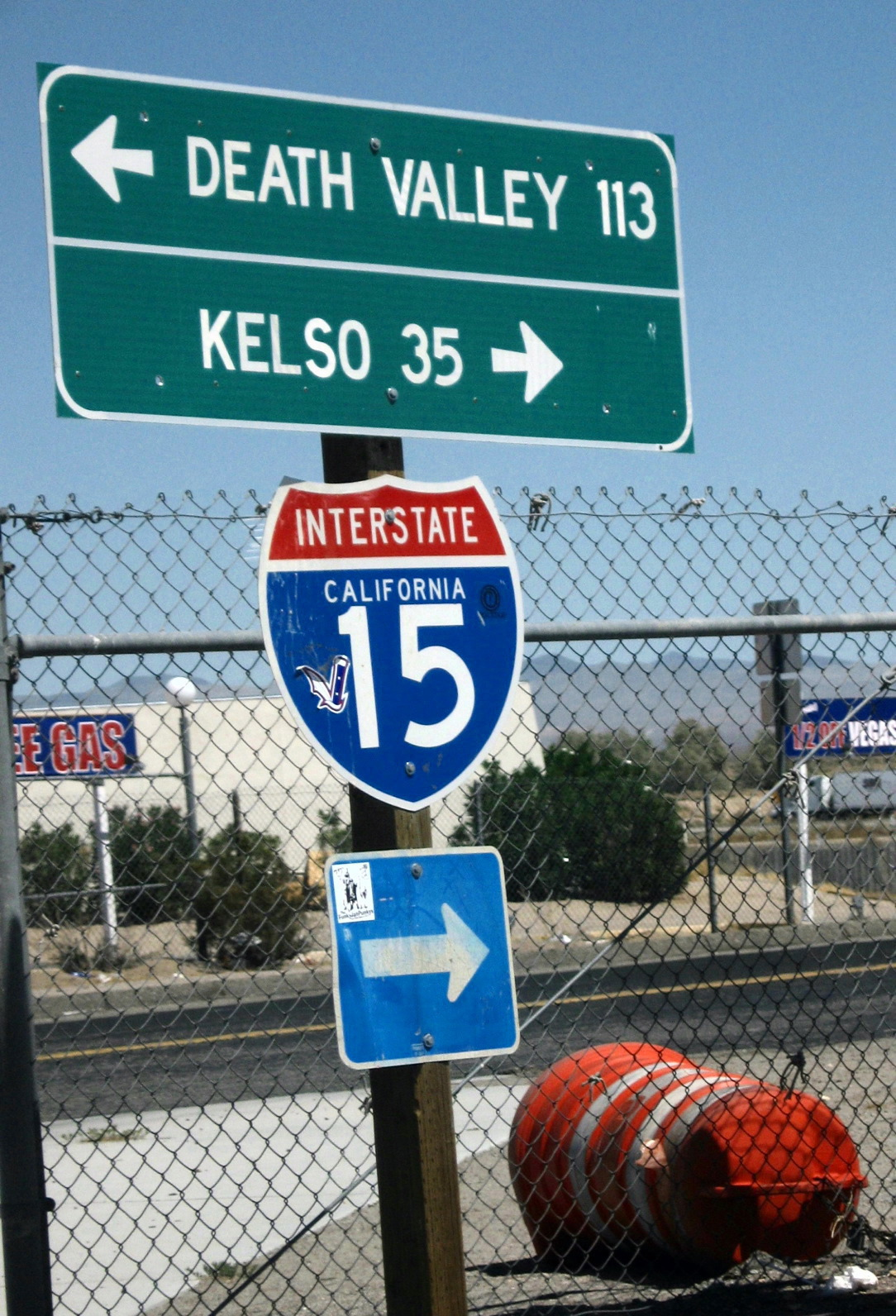
Straßenschild in Baker.

#### Straßenverkehr
Baker befindet sich an der Kreuzung von Interstate 15 und California State Route 127 (Death Valley Road), über die der Death-Valley-Nationalpark von Süden aus zu erreichen ist. Wenige Meilen westlich beginnt die bekannte Zzyzx Road, zu der man über eine Ausfahrt an der I-15 gelangen kann. Südlich des Örtchens führt die Kelbaker Road durch das Mojave National Preserve zu den kleinen, in der Wüste gelegenen Siedlungen Kelso und Cima.
Das Unternehmen Thruway Motorcoach unterhält im Auftrag von Amtrak zwei Bushaltestellen am Baker Boulevard. Bedient wird die Strecke zwischen Bakersfield und Las Vegas.

#### Schienenverkehr
Zwischen den Jahren 1906 und 1940 bestand in Baker Anschluss an die Tonopah and Tidewater Railroad, die von Ludlow nach Beatty in Nevada führte. Auf dem heutigen Ortsgebiet von Baker existierte eine Ausweichstelle namens „Berry Siding“, die jedoch 1908 in „Baker Siding“ umbenannt wurde und somit der Stadt ihren heutigen Namen verlieh. Die Bahnlinie diente ausschließlich dem Güterverkehr, dabei wurden hauptsächlich die in den umliegenden Minen geförderten Bodenschätze, vornehmlich  Borax,  transportiert. Mit der Pleite der Bahngesellschaft im Jahre 1940 wurde die Strecke schließlich stillgelegt und die Gleise vollständig entfernt.

#### Flugverkehr
Am nördlichen Rand der Ortschaft an der California State Route 127 liegt der Baker Airport. Der kleine Landeplatz verfügt über eine 962 Meter lange befestigte Start- und Landebahn. Der Baker Airport weist eine durchschnittliche Anzahl von 42 Flugbewegungen im Monat auf.

## Sehenswürdigkeiten

### Innerorts

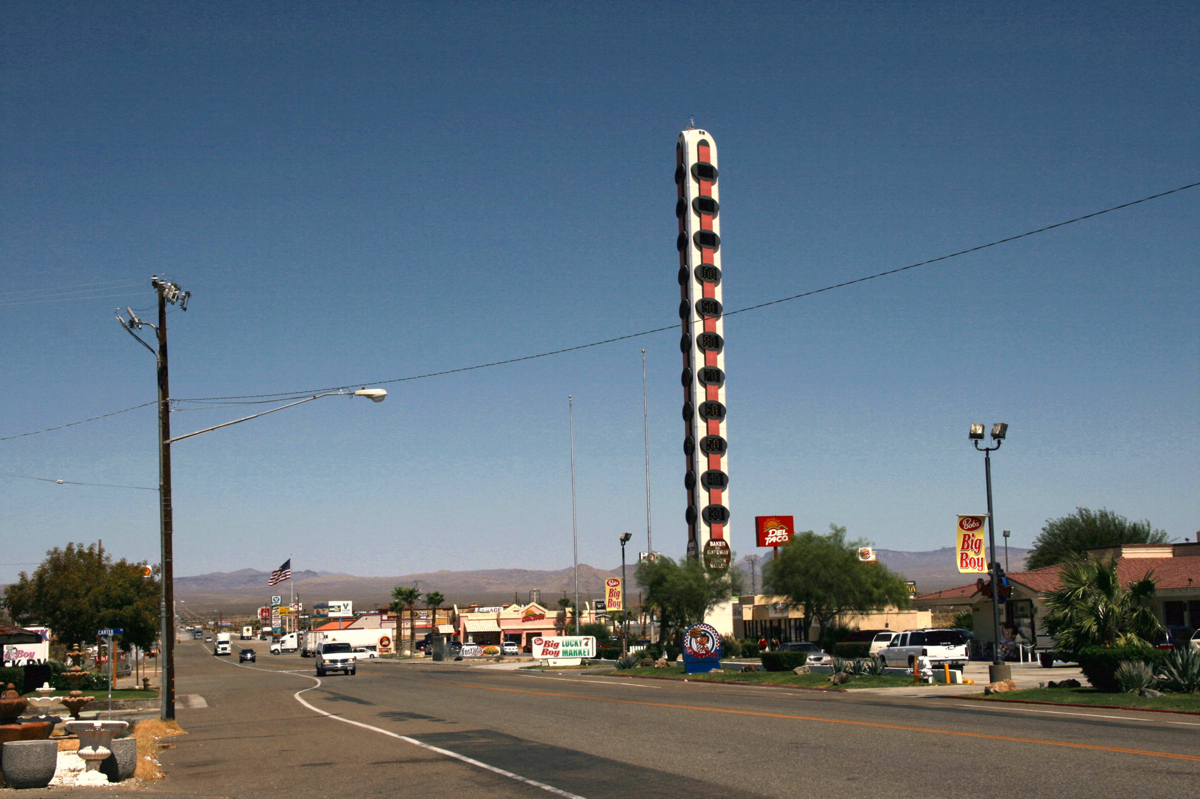
Das Thermometer am Baker Boulevard.

Im Ort befindet sich das World’s tallest thermometer („größtes Thermometer der Welt“). Es gilt als das Wahrzeichen der Gemeinde und ist schon aus weiter Ferne zu erkennen. Die rund 42 Meter (134 Fuß) hohe Konstruktion wurde zum Andenken an die höchste jemals in den Vereinigten Staaten gemessene Temperatur errichtet. Im nahe gelegenen Death Valley wurde im Jahre 1913 eine Temperatur von 57 Grad Celsius (134 Grad Fahrenheit) erreicht. Im Sommer 1980 maß man in Baker selbst zudem eine Temperatur von 51,1 Grad Celsius (124 Grad Fahrenheit).

### Umgebung
In der Umgebung von Baker befindet sich ebenfalls eine Fülle beeindruckender Naturmonumente. So ist die Stadt ein verkehrsgünstig gelegener Ausgangsort zu mehreren Naturparks, darunter:
- Der Death-Valley-Nationalpark, etwa 181 Kilometer (113 Meilen) nördlich von Baker. Dort befindet sich auch der tiefste Punkt in den Vereinigten Staaten.
- Südlich des Ortes breitet sich das Mojave National Preserve aus. Das Naturschutzgebiet in der Mojave-Wüste umfasst eine Fläche von rund 6.200 Quadratkilometern, ein Besucherzentrum befindet sich im alten Bahnhof von Kelso.
- Wenige Meilen westlich von Baker an der I-15 liegt die Ausfahrt zur Zzyzx Road. Die unbefestigte Straße führt zu einer Oase, wo Curtis Howe Springer bis Ende der 1960er-Jahre ein Resort-Hotel errichtete. Heute befindet sich hier das Desert Study Center der California State University.
- Etwa 50 Kilometer (31 Meilen) nördlich liegen die Dumont Dunes, eine Ansammlung von Sanddünen, die mit Quads befahren werden können.

## Baker in den Medien
Baker wird in dem Film Fear and Loathing in Las Vegas (1998) von der Hauptfigur Raoul Duke (Johnny Depp) als Zwischenhalt auf seinem Weg von Las Vegas zurück nach Los Angeles erwähnt. Der Film selbst basiert auf dem gleichnamigen Buch von Hunter S. Thompson. Der Science-Fiction-Film The Big Empty (2003) spielt größtenteils in Baker und wurde vor Ort gedreht.